# Huating, Shanghai
Huating (kinesiska: 华亭) är en köping i Kina. Den ligger i Jiading i storstadsområdet Shanghai, i den östra delen av landet, omkring 33 kilometer nordväst om den centrala stadskärnan. Antalet invånare är 46 355. Befolkningen består av 21 499 kvinnor och 24 856 män. Barn under 15 år utgör 8,0 %, vuxna 15-64 år 79 %, och äldre över 65 år 12,0 %.